# Липовий Донець
Липовий Донець (рос. Липовый Донец) — річка в Росії у Прохоровському й Бєлгородському районах Бєлгородської області. Права притока річки Сіверського Дінця (басейн Азовського моря).

## Опис
Довжина річки приблизно 25,24 км, найкоротша відстань між витоком і гирлом — 23,32 км, коефіцієнт звивистості річки — 1,13. Формується декількома балками та загатами.

## Розташування
Бере початок на північно-східній околиці села Лучківське. Тече переважно на південний схід через Красний Восток і у селі Бєломестноє впадає у річку Сіверський Донець, праву притоку Дону.
Населені пункти вздовж берегової смуги: Нечаївка, Рождественка, Непхаево, Вислоє, Шопіно.